# Agent indi
En la història dels Estats Units, un agent indi era un individu autoritzat a interactuar amb les tribus d'amerindis en nom del govern dels Estats Units.

## Agents Indis
La regulació federal d'afers indis als Estats Units va incloure per primera vegada el desenvolupament de la posició d'agent indi en 1793 en virtut de la Segona Llei de Comerç i Tracte (o Llei Nonintercourse). Això requeria que la venda de terres per o per a amerindis havia de tenir llicència i havia de ser permesa pel govern federal. La legislació també va autoritzar al President dels Estats Units a "designar aquestes persones, de tant en tant, com a agents temporals que resideixen entre els indis", i guiar-los cap a l'aculturació forçada de la societat americana blanca, canviant les seves pràctiques agrícoles i les activitats domèstiques. Eventualment, el govern va deixar d'usar el terme d'agent indi.

## Agents Indis als Estats Units: 1800 - 1840
Des de finals del segle xviii fins a gairebé 1828, el Congrés era legalment responsable de la protecció dels amerindis i dels no amerindis, i en l'establiment d'aquesta responsabilitat "continuar treballant a les tribus índies utilitzant agents per negociar tractats sota la jurisdicció del  Departament de Guerra.”
- Al principi, i abans de les reformes de finals del segle xix, els deures d'un agent indis foren els següents :
  - Treballar per mantenir els colons blancs i els nadius americans lluny de conflicte
  - “Havia de mantenir un ull atent a les violacions de les lleis i d'informar sobre elles [violacions] per superintendents”[1]
  - Mantenir cooperació flexible amb el personal militar de l'Exèrcit dels Estats Units
  - Supervisar la correcta distribució de les rendes vitalícies atorgades pel govern estatal o federal a diverses tribus d'indis americans; i això en general es va produir a través d'una transferència de diners o béns de l'agent indi al cap respectiu que després es distribueix a la tribu, encara que aquesta pràctica va entrar en declivi a mitjans de la dècada de 1800
  - Supervisar la reeixida deportació de les tribus de les zones adquirides per a la liquidació de les reserves

En la dècada de 1830, la funció principal dels agents indis era ajudar en la supervisió de les negociacions comercials entre comerciants blancs i els nadius americans, mentre que els agents tenien l'autoritat de concedir i revocar les llicències de comercialització.
El 1849, l'Oficina d'Afers Indígenes va decidir col·locar la posició d'agent indi a la jurisdicció civil. Això es va produir en un moment en què molts nord-americans blancs va veure el paper d'agent indi com a ineficaç i deshonest en gran manera en les relacions monetàries i força greujós amb diverses tribus natives americanes.

## Agents indis: mig-finals delseglexix
Abans de 1850, molts ciutadans havien estat demanant la reforma dels agents en la Bureau of Indian Affairs. El seu desig havia estat concedit quan el 1869 l'oficina havia creat el control civil Junta de Comissionats Indis. La junta "mai més havia sentit profundament que els agents indis havien d'ésser designats únicament pel mèrit i aptitud per al seu treball […] i s'han de conservar en el servei quan demostren ser eficaços i útils pel seu caràcter i influència moral." Aquesta junta carrera civil va ser encarregada "amb la responsabilitat de supervisar el desemborsament dels crèdits amerindis" dels governs estatal i federal. Tanmateix, el comandament de l'Exèrcit dels Estats Units estava força insatisfet per la transferència de la Bureau of Indian Affairs del Departament de Guerra al Departament de l'Interior dels Estats Units en 1849, pel que va començar a fer denúncies públiques sobre la naturalesa corrupta de la presència civil en el treball d'agent indi. Malgrat les seves conviccions profundament sentides que els seus agents indis van ser nomenats i cessats en el mèrit, la Junta de Comissionats civil va ser sovint considerada corrupta, retractada despectivament a la premsa i la propaganda, i va assumir distretament el "boc expiatori" de la ineficàcia percebuda d'assumptes indis-blancs: l'agent indi.
A la fi del segle xix l'ofici d'agent indi va començar a canviar lentament arran dels recents intents de "civilitzar" (assimilar a la força) els nadius americans en la cultura americana blanca. Malgrat l'escarni públic dels agents, l'Oficina índia va declarar que el "deure principal d'un agent és induir els indis al treball en activitats civilitzades. Per assolir aquest fi ha de ser exercida tota influència possible, i en la proporció en què s'assoleixi ... un agent té èxit o no".
A la dècada de 1870 l'agent indi mitjà era nomenat principalment per diverses denominacions cristianes, a causa de l'augment en les reformes de la civilització als afers indis-blancs, especialment sobre la terra. Part del missatge cristià de reforma, duta a terme pels agents indis, va demostrar el pensament dominant de la propietat de la terra nativa americana de finals del segle XIX: la civilització només és possible quan els amerindis deixin la propietat comunal a favor de la propietat privada. Molts ciutadans encara mantenen les activitats dels agents indis en mala estima, anomenant als agents mateixos "oportunistes sense principis" i gent de baixa estofa.
- En la Instrucció per als Agents Indis del 1880 s'assenyala que les obligacions de la feina dels agents són les següents:
  - Observar que els indis en una localitat designada no estan "ociosos per falta d'una oportunitat de treball o de les instruccions sobre la manera d'anar a treballar," i
  - Absolutament "cap treball que puguin fer els indis s'ha de donar als homes blancs"[1]
  - Vetllar perquè els nadius americans sota la seva jurisdicció puguin conrear amb èxit i exclusivament per a la subsistència de la seva respectiva família
  - Fer complir la prohibició de licors
  - Proporcionar i supervisar la instrucció de l'educació en anglès i la formació industrial per als nens nadius americans
  - Permetre només als nadius americans que han adquirit un permís el sortir de la reserva (es van concedir permisos de manera irregular)

I a partir de juliol de 1884 els agents indis havien de compilar un informe anual de la seva reserva per a la presentació destinada a obtenir la següent informació dels habitants nadius americans: nom indi, nom anglès, relació, sexe, i altra informació estadística.

## Agents Indis: Segle XX
Quan Theodore Roosevelt assolí la presidència al començament del segle XX (1901 -1909) els agents indis que encara quedaven en nòmina del govern foren substituïts per superintendents escolars.

## Agents indis destacats
Individus distingits que han servit com a agents indis inclouen els següents: 
- Manuel Lisa
- Leander Clark, agent als Sac i Fox a Iowa el 1866
- John Clum, agent indi de la reserva índia de San Carlos al territori d'Arizona
- Benjamin Hawkins, agent dels creek i altres indis del sud sota el President George Washington
- Luther Kelly (Yellowstone Kelly), agent indi de la reserva índia de San Carlos; territori d'Arizona sota el President Theodore Roosevelt, 1904-1909
- Valentine McGillycuddy, agent indi de l'Agència Red Cloud
- James McLaughlin actiu 1876–1923, Agència Devils Lake (1876–1881), Agència sioux Standing Rock (1881–)
- Return J. Meigs, Sr., agent dels cherokees a Tennessee de 1801 a 1823
- Robert Latham Owen, agent indi a Territori Indi durant 1886-90. En part cherokee per naixement, Owen fou elegit posteriorment un dels primers dos senadors dels Estats Units per Oklahoma
- Henry Schoolcraft, agent dels anishinaabemowin a Michigan a les dècades 1820-30
- O. M. Wozencraft, agent indi a Califòrnia, 1850-1852
- William Wells (soldat) agent indi el 1792 - 1812; considerat un "indi blanc" perquè la seva antiga associació amb els indis miami li va permetre ser agent indi i intèrpret[10]
- Robert Simpson Neighbors, agent amb els comanxes assassinat a Texas.